# Patrick Manogue

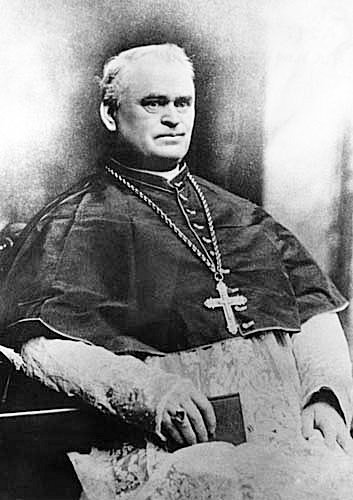
Manogue, um 1885

Patrick Manogue (* 15. März 1831 in Desart, Irland, Vereinigtes Königreich Großbritannien und Irland; † 27. Februar 1895 in Sacramento) war ein irischer Geistlicher in den Vereinigten Staaten.

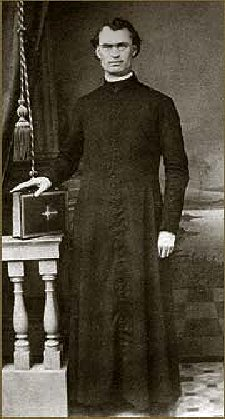
Manogue, um 1860

1848 wanderte Manogue in die Vereinigten Staaten aus. Um Geld für den Nachzug seiner Geschwister zu verdienen, arbeitete er in Kalifornien als Goldgräber. Als er genug Geld verdient hatte, trat er ins Saint-Sulpice-Seminar in Paris ein und wurde dort am 21. Dezember 1861 zum Priester geweiht. Danach wurde er nach Virginia City in Nevada, einer Goldgräberstadt, entsandt. Papst Leo XIII. ernannte ihn am 27. Juli 1880 zum Titularbischof von Ceramus und zum Koadjutor-Bischof von Grass Valley. Joseph Sadoc Alemany y Conill, Erzbischof von San Francisco, weihte ihn am 16. Januar 1881 zum Bischof. Mitkonsekratoren waren Francisco Mora y Borrell, Bischof von Bistum Monterey-Los Angeles, und Eugene O’Connell, Bischof von Grass Valley. Am 29. Februar 1884 nahm der Papst den Rücktritt von O’Connell an und Manogue folgte als Bischof nach. Am 28. Mai 1886 löste der Papst das Bistum Grass Valley auf und errichtete mit Teilen des Erzbistums San Francisco das neue Bistum Sacramento. Zum ersten Bischof wurde Patrick Manogue ernannt.